# اش، ساری
اش (به انگلیسی: Ash) یک روستا و محله مدنی در بریتانیا است که در ساری واقع شده‌است. اش ۹٫۷۴ کیلومتر مربع مساحت و ۱۷٬۱۶۶ نفر جمعیت دارد.